# George Tomlinson
Pour les articles homonymes, voir Tomlinson.
George Tomlinson, né le 21 mars 1890 à Rishton et mort le 22 décembre 1952, est un homme politique britannique.

## Biographie
Né dans un village industriel du Lancashire, il est le plus jeune des quatre enfants de parents ouvriers dans l'industrie du cotton. Il ne reçoit qu'un enseignement primaire avant de travailler à son tour, à l'âge de 12 ans, dans l'usine de cotton du village. Il se syndique, et rejoint le Parti travailliste. En 1914 il épouse Ethel Pursell, elle aussi ouvrière de cette industrie, dont il aura une fille. Internationaliste et pacifiste comme bon nombre de socialistes au début du XXe siècle, il met en avant sa foi méthodiste pour être reconnu comme objecteur de conscience durant la Première Guerre mondiale, et est assigné à la fonction d'ouvrier agricole pendant la guerre,.
En 1925 il est élu au conseil municipal de Farnworth, dont il préside le comité sur l'éducation à partir de 1928. En 1931 il est élu au conseil du comté du Lancashire. En janvier 1938, à l'occasion d'une élection partielle, il est élu député de Farnworth à la Chambre des communes du Parlement du Royaume-Uni, et y sera dès lors continuellement réélu jusqu'à sa mort. De 1941 à 1945, dans le gouvernement d'union nationale menée par le conservateur Winston Churchill, il est secrétaire parlementaire auprès du ministre du Travail, le travailliste Ernest Bevin. Il participe ainsi au redéploiement des forces humaines nécessaires à l'économie de guerre. Le Parti travailliste remporte pour la première fois de son histoire une majorité absolue des sièges à la Chambre des communes aux élections de 1945, et le nouveau Premier ministre Clement Attlee nomme George Tomlinson ministre des Travaux publics,.
En février 1947 il succède à Ellen Wilkinson au poste de secrétaire d'État à l'Éducation, à la mort de cette dernière ; il intègre le Cabinet, le conseil resserré des décisions collectives du gouvernement Attlee. Il a pour mission d'assurer la réalité d'un accès universel et gratuit à l'enseignement secondaire, tel que prévu par la loi d'Éducation de 1944. Il travaille en bonne entente avec les autorités locales pour parvenir à la construction de nouvelles écoles et à la formation et au recrutement des enseignants nécessaires.
Le gouvernement Attlee perd le pouvoir à l'issue des élections de 1951. George Tomlinson conserve son siège de député mais, malade, il se met en retrait de la vie politique avant sa mort en décembre 1952,,.